# The Sleeping Tiger
The Sleeping Tiger is een Britse thriller uit 1954 onder regie van Joseph Losey. De film werd destijds in Nederland uitgebracht onder de titel Als vrouwen begeren.

## Verhaal
De gauwdief Frank Clemmons wil een psychiater beroven. De psychiater overreedt de rechtbank om Frank zes maanden in huis te nemen voor therapie. De psychiater heeft een jonge vrouw, die zich nogal verveelt. De goede relatie tussen Frank en zijn jonge vrouw bevalt de psychiater niet.

## Rolverdeling
| Acteur            | Personage                       |
| ----------------- | ------------------------------- |
| Dirk Bogarde      | Frank Clemmons                  |
| Alexis Smith      | Glenda Esmond                   |
| Alexander Knox    | Dr. Clive Esmond                |
| Hugh Griffith     | Inspecteur                      |
| Patricia McCarron | Sally Foster                    |
| Maxine Audley     | Carol                           |
| Glyn Houston      | Bailey                          |
| Harry Towb        | Harry                           |
| Russell Waters    | Directeur van Pearce & Mann     |
| Billie Whitelaw   | Receptioniste bij Pearce & Mann |
| Fred Griffiths    | Taxichauffeur                   |
| Esma Cannon       | Werkster                        |